# Alesana
Alesana [АлесЭна] — пост-хардкор группа из Роли, основанная в 2004 году.
Была названа в честь улицы Aliceanna Street, на которой жили участники группы, играя в Балтиморе. 

## История
В 2005 году участники Alesana стали первыми, кто подписал контракт с Tragic Hero Records. В июне 2005 был выпущен дебютный релиз Try This With Your Eyes Closed, проданный в течение последующего года в количестве 3.000 экземпляров. Выпущенный в 2006 альбом On Frail Wings of Vanity and Wax отсылает слушателя к греческой мифологии и средневековью. Заголовок намекает на миф об Икаре, восковые крылья которого растаяли, когда он взлетел слишком близко к солнцу. После того, как альбом разошёлся столь же хорошо, как и первая пластинка, в Fearless Records обратили внимание на Alesana, и в конце 2006 года был подписан контракт.
Второй альбом Where Myth Fades To Legend появился в 2008 году. Продюсировал его Стив Эветтс (Steve Evetts) (He Is Legend, A Static Lullaby, Still Remains). На альбоме 13 песен, тексты в основном построены на рассужденнии о человеческих отношениях. Треки Goodbye, Goodnight, For Good, Red And Dying Evening и Endings Without Stories снова попали на пластинку группы.
В 2010 году вышел альбом Emptiness, продюсированием которого занимался Крис Краммет. Альбом состоит из 11 треков и повествует о трагической смерти девушки по имени Аннабэль.

## Состав

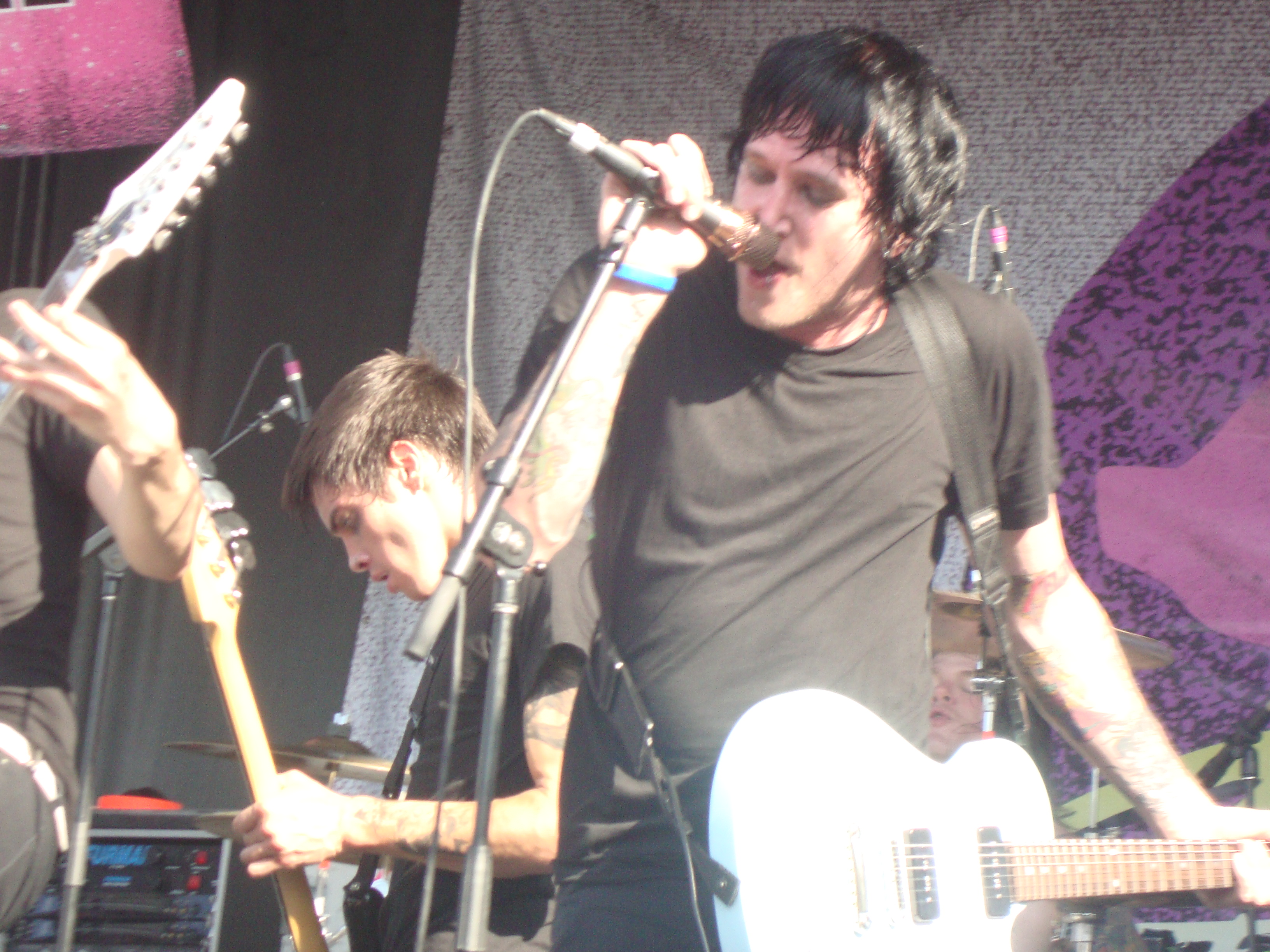
Шейн Крамп (слева) и Шон Милк (справа) выступают на Vans Warped Tour 2010

### Текущий состав
- Денис Ли (англ. Dennis Lee)[5] — скрим-вокал (с 2004)
- Шон Майлк (англ. Shawn Milke)[6] — чистый вокал, скрим, гитара, фортепиано (с 2004)
- Шейн Крамп (англ. Shane Crump) — бас-гитара, бэк-вокал (2007—2008; с 2010)
- Патрик «ПЗ» Томпсон (англ. Patrick «Peezee» Thompson)[7] — соло-гитара (с 2004)
- Джейк Кемпбелл (англ. Jake Campbell) — гитара (2008—2010 2012 - настоящее время )

### Бывшие участники
- Стивен Томани (англ. Steven Tomany) — бас-гитара (2004—2007)
- Вил Андерсон (англ. Will Anderson) — ударные (2005)
- Дэниэл Магнусон (англ. Daniel Magnuson) — ударные (2004—2005)
- Адам «Черника» Фергюсон (англ. Adam «Huckleberry» Ferguson)[8] — ритм-гитара (2005—2008)
- Алекс Торрес (англ. Alex Torres) — соло-гитара (2010-2012)
- Джереми Брайан (англ. Jeremy Bryan)[9] — ударные (2005–2024)

### Другие участники
- Мелисса Милк (англ. Melissa Milke) — Женский вокал в The Third Temptation of Paris, As You Wish и бэк-вокал на некоторых других песнях.

### Основатели группы
- Denis Lee
- Shawn Milke
- Patrick Thompson
- Steven Tomany

## Дискография
Мини-альбомы
- 2005 Try This With Your Eyes Closed (Tragic Hero Records)
- 2014 The Decade EP
- 2017 The Lost Chapters

Студийные альбомы
- 2006 On Frail Wings of Vanity and Wax (Tragic Hero Records)
- 2007 On Frail Wings of Vanity and Wax (переиздано Fearless Records)
- 2008 Where Myth Fades To Legend (Fearless Records)
- 2010 The Emptiness (Fearless Records)
- 2011 A Place Where The Sun Is Silent (Epitaph Records)
- 2015 Confessions

## Видеография
- 2007 — Ambrosia
- 2008 — Seduction
- 2010 — The Thespian
- 2011 — Lullaby Of The Crucified
- 2011 — Circle VII: Sins of the Lion
- 2014 — Fatima Rusalka
- 2014 — Nevermore
- 2017 — Fits And Starts